# Cyperus afromontanus
Cyperus afromontanus är en halvgräsart som beskrevs av Kaare Arnstein Lye. Cyperus afromontanus ingår i släktet papyrusar, och familjen halvgräs. Inga underarter finns listade i Catalogue of Life.